# Lista de artistas e canções participantes no Festival Eurovisão da Canção
Esta desambiguição inclui seis artigos, que são páginas sobre as participações na Eurovisão ao longo da história:
- Lista de artistas e músicas participantes no Festival Eurovisão da Canção (A-D)
- Lista de artistas e músicas participantes no Festival Eurovisão da Canção (E-H)
- Lista de artistas e músicas participantes no Festival Eurovisão da Canção (I-L)
- Lista de artistas e músicas participantes no Festival Eurovisão da Canção (M-P)
- Lista de artistas e músicas participantes no Festival Eurovisão da Canção (Q-Z)